# Iddin-Dagan

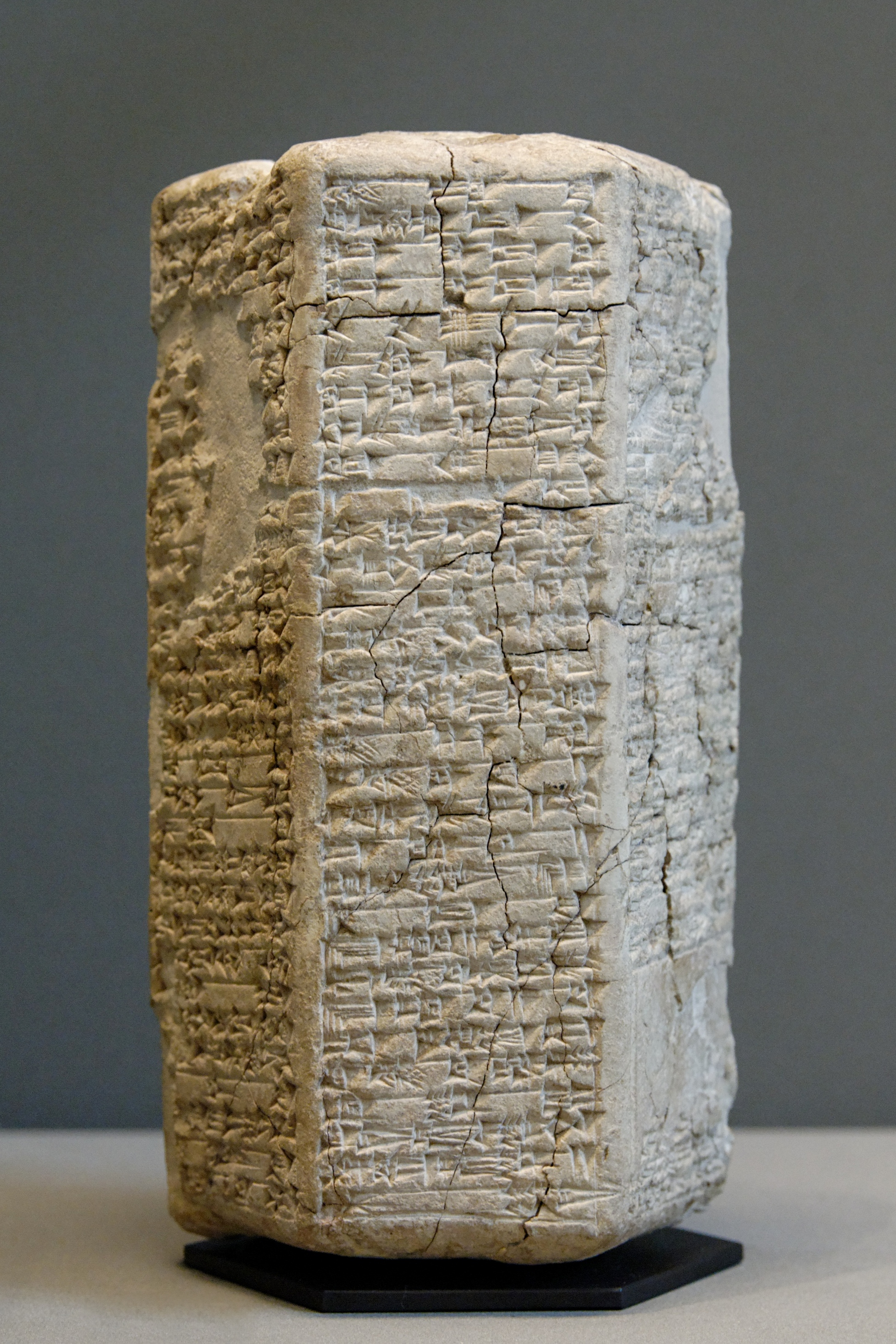
Himno a Iddin-Dagan
Museo del Louvre

Iddin-Dagān, ca. 1910 - 1890  a.  C. (cronología corta) o ca. 1975-1954  a.  C. (cronología media), fue el tercer rey de la 1ª dinastía de Isin, sucediendo a su padre, Shu-Ilishu, y reinando durante 21 años, según la Lista Real Sumeria. Es conocido por su participación en el rito sagrado del matrimonio, y en el himno que lo describe.

## Biografía
Sus títulos incluyen: rey poderoso, rey de Isin (a veces, rey de Ur), rey de Sumer y Acad. El primer nombre de año, grabado en un recibo, dice:
<<Iddin-Dagān (era) rey, y (su) hija, Matum-Niatum, fue tomada en matrimonio por el rey de Anshan>>.
Vallat sugiere que el novio era Imazu, hijo de Kindattu, descrito como rey de Anshan en una inscripción de sello. 
La fecundidad continua de la tierra estaba garantizada por la representación anual del ritual sagrado de matrimonio con el que el rey personificaba a Tammuz, y una sacerdotisa a Inanna. Existen cuatro himnos dirigidos a este monarca, que aparte del Himno Sagrado al Matrimonio, incluyen un poema de alabanza al rey, una canción de guerra, y una oración dedicatoria